# Ellington (Wisconsin)
Ellington è un comune degli Stati Uniti, situato in Wisconsin, nella Contea di Outagamie.